# Beata Sosnowska
Beata Sosnowska (ur. 1968) – polska graficzka, rysowniczka, malarka, autorka komiksów i filmów eksperymentalnych, poetka.

## Życiorys
Swój pierwszy komiks stworzyła w wieku 10 lat. Od około 1975 roku przez ponad 30 lat mieszkała w Gdańsku, ukończyła tamże Liceum Plastyczne. Studiowała filologię polską na Uniwersytecie Gdańskim. Prezentowała swoje prace m.in. na Malta Festival Poznań, w Stoczni Gdańskiej. Współpracowała m.in. z „Fabulariami”, „Furią”, Fundacją Ha!art (zob. „Ha!art”), „Gazetą Wyborczą”, „Przekrojem”, „La revue LGBT BD”, „Trzema Kolorami”, „Zielonym Miastem”. Działała we współpracy z organizacjami feministycznymi i pozarządowymi, była członkinią kolektywu komiksowego Dream Team. Prowadziła warsztaty komiksowe, m.in. w kobiecym więzieniu (2016), czy na Dworcu Centralnym w Warszawie (2014). Pracuje i mieszka w Warszawie.

## Twórczość
W swoich komiksach porusza m.in. tematy społeczne (np. pandemia COVID-19), wątki homoseksualne i erotyczne. Jest także performerką (performance „Ból trzeba przeboleć” –  współautorka), współautorką projektu multimedialnego „Wykroczenia” oraz spektaklu tańca butō pt. llipsspill (2012), autorką grafik do wystawy „Nasze bojownice. 100-lecie praw wyborczych Polek”. W obrazach (m.in. Bucza) z 2022 roku odniosła się do zbrodni rosyjskich popełnionych podczas inwazji Rosji na Ukrainę. Zajmuje się również filmem.

### Publikacje
- W cieniu szumiących wind (debiutancki multimedialny tom poezji[3] zaprezentowany w m.in. w latach 2004–2006[7] oraz w 2007 roku na II In Out Festival w Centrum Sztuki Współczesnej „Łaźnia”[12])
- Bostońskie Małżeństwa (współautorka rysunków; Comix Grrrlz; Dolna Półka, 2009)[13]
- Mała książka o homofobii (rysunki, współautorka: Anna Laszuk; Czarna Owca, 2010)[14]
- Historie (scenariusz i rysunki; s.n., 2011)[15]
- Polish Female Comics. Double Portrait (współautorka scenariusza i rysunków; Centrala 2012)[16]
- Polski Komiks Kobiecy (współautorka scenariusza i rysunków; Timof Comics, 2012)[17]
- Wielki atlas ciot polskich (współautorka ilustracji[18], Wydawnictwo i Księgarnia Korporacja Ha!art, 2012)[19]
- Tak, super (współautorka scenariusza i rysunków; Dream Team, 2013)[20]
- Zin Antyprzemocowy (współautorka scenariusza i rysunków; Comix Grrrlz, 2013)[21]
- Comic in Polen. Polen im Comic (współautorka tekstu; Christian A. Bachmann Verlag(inne języki), 2016)[22]
- Od zmierzchu do świtu (współautorka scenariusza i rysunków; s.n., 2013)[23]
- Prace i robótki (współautorka; Centrala, 2016)[24]
- Zeszyciki prowincjonalne (U-Jazdowski, 2019)[25]
- Krew = Blood (współautorka; Centrala, 2018)[26]
- Inność jest tam (tekst i rysunki; Biblioteka Uniwersytecka w Poznaniu; Fundacja Instytut Kultury Popularnej, 2019)[27]
- Pytam: Dlaczego? (scenariusz i rysunki; s.n. 2019)[28]
- Strefa wolna: wiersze przeciwko nienawiści i homofobii (współautorka ilustracji; Oliwia Betcher, 2019)[29]
- Bez różnicy płci: historia walki o prawa wyborcze kobiet (rysunki, scenariusz: Agnieszka Grzybek; Fundacja na rzecz Równości i Emancypacji Ster, 2020)[30]
- Brudno #05: New Life (współautorka rysunków, s.n., 2020)[31]
- Czasy Jadwigi czyli Polska za 100 lat (scenariusz i rysunki; zin[32], s.n., 2020)[33]
- Pandemia 2020 (współautorka – scenariusz i rysunki komiksu Live; Fundacja Na Rzecz Wspierania Kultury Plaster Łódzki, 2020)[34]
- Stworzenie (scenariusz, rysunki, tekst; Wydawnictwo Granda, 2020)[35]

### Filmy
- 2137 (Festiwal Kina Offowego „Wydmy” 2005, TVP 2 – program „Po godzinach” 2006, panel „Pokolenie JP II”, HA!Art, 2006)[7]
- Koniec patriarchatu (festiwal The One Minutes, 2006)[7]
- …raz jeszcze (festiwal filmów offowych Lemoniada, 2007)[7]
- Modelarnia story (Modelarnia, 2007)[7]